# Dido (ca sĩ)
Dido Florian Cloud de Bounevialle Armstrong (/ˈdaɪdoʊ/; sinh ngày 25 tháng 12 năm 1971), được biết đến rộng rãi với nghệ danh Dido, là một nữ ca sĩ kiêm sáng tác nhạc nổi tiếng người Anh. Sau khi hợp tác cùng anh trai Rollo Armstrong trong album đầu tay của nhóm nhạc Faithless, cô bắt đầu theo đuổi theo sự nghiệp đơn ca của mình, khi ký kết hợp đồng cùng hãng thu âm Arista Records vào năm 1997. Cô cho phát hành album phòng thu đầu tay mang tên No Angel vào năm 1999 tại Hoa Kỳ. Album được khán giả và giới phê bình âm nhạc trên toàn cầu đón nhận nồng nhiệt sau hơn 1 năm phát hành, chủ yếu là nhờ lần xuất hiện của cô cùng bài hát "Thank You" trong đĩa đơn "Stan" của nam rapper người Mỹ Eminem vào năm 2000. Đến nay, album đã đạt ngưỡng doanh thu 21 triệu bản trên toàn cầu và đem về cho cô giải BRIT Awards cho "Album Anh Quốc xuất sắc nhất" vào năm 2002.
Album phòng thu thứ 2, Life for Rent (2003), tiếp tục là một thành công lớn về thương mại và chuyên môn của Dido, khi trở thành một trong những album có tốc độ bán nhanh nhất của một nữ nghệ sĩ tại thị trường Anh Quốc. Đĩa đơn đầu tiên trích từ album, "White Flag" mang về cho cô lần đề cử đầu tiên cho giải Grammy trong hạng mục "Trình diễn giọng Pop nữ xuất sắc nhất" và giành giải BRIT Awards cho "Đĩa đơn Anh Quốc xuất sắc nhất". Cô trở lại sự nghiệp âm nhạc cùng album phòng thu thứ 3, Safe Trip Home (2008), với sự tán dương rộng rãi bởi các nhà phê bình âm nhạc, giúp cô giành thêm một đề cử Grammy nữa tại mùa giải lần thứ 52, đồng thời là album bán chạy thứ 44 trên toàn cầu trong năm 2008. Vào tháng 3 và tháng 11 năm 2013, cô liên tiếp cho phát hành album phòng thu thứ 4, Girl Who Got Away và album tuyển tập đầu tay Greatest Hits.
Trong sự nghiệp âm nhạc kéo dài gần 2 thập kỷ, Dido đã bán ra hơn 30 triệu album trên toàn thế giới, giúp cô trở thành một trong những nữ nghệ sĩ Anh Quốc thành công nhất mọi thời đại. Cô hiện vẫn đang là nữ nghệ sĩ duy nhất có hai album xuất hiện trong danh sách những album bán chạy nhất trong lịch sử nước Anh, đồng thời cũng nằm trong những album bán chạy nhất trong thập kỉ 2000 ở đó. Cô còn nhận được nhiều đề cử và giải thưởng quan trọng, nổi bật có 2 đề cử cho giải Grammy, 1 đề cử cho giải Oscar, 6 đề cử cho giải Video âm nhạc của MTV, giành chiến thắng tại 4 giải World Music Awards, 4 giải BRIT Awards, 1 giải Âm nhạc châu Âu của MTV và 4 giải NRJ Awards. Tạp chí âm nhạc Billboard còn xếp cô vào danh sách nghệ sĩ của thập niên 2000 trên Billboard 200, dựa trên những thành công vượt bậc của mình.

## Thuở niên thiếu
Dido được hạ sinh tại một bệnh viện có tên là St Mary Abbots tại Kensington, Luân Đôn, vào đúng ngày Giáng Sinh năm 1971. Họ tên đầy đủ trên giấy khai sinh của cô là Florian Cloud de Bounevialle Armstrong. Vì được sinh đúng vào ngày lễ Giáng Sinh nên hồi bé có một lần cô đã tổ chức sinh nhật theo truyền thống ở Vương quốc Anh đúng vào ngày "Sinh nhật chính thức" 25 tháng 6. Mẹ của Dido, bà Claire (tên tiếng Pháp là Collins), là một nhà thơ người Pháp còn bố cô, ông Williams O'Malley Amstrong (sinh ngày ngày 9 tháng 11 năm 1938 - mất ngày 22 tháng 12 năm 2006) từng là một chủ toà soạn và giám đốc điều hành công ty "Sidgwick & Jackson". Cô có một người anh trai tên là Rowland Constantine O'Malley Armstrong, còn được biết đến rộng rãi hơn là một nhà sản xuất âm nhạc Rollo, tham gia trong nhóm tam ca Faithless. Không như tên đầy đủ của mình, họ nổi tiếng bởi tên gọi hồi còn nhỏ của mình - Dido và Rollo. Dido hiện nay đã đính chính cái tên "Dido" đã chính thức là tên thật của mình, và không còn chỉ đơn thuần là nghệ danh hay tên gọi nữa. Tên của cô được lấy cảm hứng từ truyền thuyết nữ hoàng Cathage huyền thoại. Vậy nên khi còn nhỏ, cô thường bị bắt nạt vì tính mơ hồ của tên tuổi, khiến cô phải giả vờ đó không phải là tên thật của mình. Cô giải thích:
Bị gọi một tên và phải đi xưng tội bằng một tên khác thật sự rất phiền phức và dễ nhầm lẫn. Đó là một trong những điều đáng xấu hổ nhất mà cha mẹ tôi từng làm đối với tôi;... 'Florian' trong tên tôi là một cái tên dành cho đàn ông ở Đức. Điều đó thật quá đáng. Khi bạn đặt nhiều tên kỳ quặc cho con của mình. Điều đó thật sự rất đáng xấu hổ;... Tôi nghĩ thật tàn độc khi gọi tôi là Dido và mong tôi sẽ chấp nhận chuyện đó.— Dido, Trong buổi phỏng vấn được xuất bản trong tờ The Observer năm 2001

Dido học cấp I tại trường Thornhill, vào cấp II trường nữ sinh thành phố Luân Đôn và tốt nghiệp cấp III ở trường trung học Westminster, nơi cô đã được một nhạc công đương thời và cũng là Trưởng Học viện Âm nhạc ở đó, Sinan Savaskan giảng dạy. Lúc 5 tuổi cô từng lấy trộm một cây sáo của nhà trường, 6 tuổi cô vào học trường Guildhall School of Music ở Luân Đôn. Năm lên mười Dido đã học chơi piano, sáo và vĩ cầm, sau này cô còn biết chơi thêm ghi-ta và đã có cơ hội thể hiện khả năng của mình trong chuyến lưu diễn quảng bá cho album "Life for Rent" vào năm 2004. Trước khi quyết tâm theo đuổi âm nhạc, Dido đã từng tham gia các hoạt động văn học trong khi vẫn đang theo học ngành luật tại Birkbeck, University of London, mặc dù vậy cô chưa bao giờ hoàn thành khoá học của mình.

## Sự nghiệp âm nhạc

### 1995-1996: Những bản thu âm đầu tiên
Năm 1995, Dido bắt đầu thực hiện album thu thử "Odds & Ends" do Nettwerk phát hành. Dido gây được sự chú ý qua sự hợp tác của cô trong album đầu tay của nhóm nhạc Faithless (Dido đồng sáng tác và góp giọng vào các bài trong album như "Flowerstand Man" hay "Hem of His Garment") và phần nhảy minh hoạ do anh trai cô, Rollo Armstrong chỉ đạo, nhờ đó mà cô đã được ký hợp đồng với Nettwerk. Album tuyển tập này được Nettwerk phát hành năm 1995 dưới dạng đĩa CD-R, có sự phối lại giữa những sản phẩm đã hoàn thành với các bản thu thử mà sau này Dido định cho vào album đầu tay của mình phát hành năm 1999 – "No Angel". "Odds & Ends" được hãng đĩa Arista Records để mắt tới cùng với hãng Cheeky Records của anh trai cô. Aristy chịu trách nhiệm phát hành "No Angel" ở Mỹ còn "Cheeky Records" đảm nhận phần công việc ở Anh. Trong số các bản nhạc của "Odds & Ends", "Take My Hands" được đưa vào album "No Angel" làm bài hát đính kèm, "Sweet Eyed Baby" thì được phối lại và đổi tên thành "Don't Think of Me", còn "Worthless" và "Me" thì được thêm vào ấn bản phát hành riêng ở Nhật Bản. Peter Leak trở thành quản lý của Dido trong suốt thời gian ghi âm album "No Angel", từ sau khi Edge đã nghe được một vài bản thu chưa chính thức của cô và hoàn toàn "bị ấn tượng" bởi chúng.

### 1998-2002:No Angelvà thành công vượt bậc
Cheeky Records, hãng đĩa mà Dido ký hợp đồng, đã bị BMG Records mua lại vào năm 1999. Sự kiện này khiến cho "No Angel" bị hoãn phát hành tại Anh, nhưng đồng thời cũng giúp Dido có thời gian tập trung cho việc quảng bá album ở Mỹ, bao gồm có cả một chân trong chuyến lưu diễn Lilith Fair của nữ ca sĩ Sarah McLachlan. Nhờ việc đi lưu diễn, cả trước và sau khi album được phát hành, âm nhạc của Dido bắt đầu được gây được nhiều sự chú ý hơn. Đĩa đơn chính thức đầu tiên được chính cô và hãng đĩa chọn để phát hành, "Here with Me", gặp khó khăn trong việc gây chú ý trên các đài phát thanh, nhưng khi đang được hãng đĩa cân nhắc để đổi lại chiến lược quảng bá bằng một bài hát mang âm điệu alternative khác, thì ca khúc bất ngờ được chọn làm nhạc nền cho loạt phim truyền hình dài tập - Roswell, và gây được chú ý với khán giả của bộ phim. Quản lý của cô, Peter Leak có chia sẻ, ca khúc đã tăng từ 2.000 lên đến 9.000 bản chỉ trong tuần lễ xuất hiện trong tập cuối bộ phim. Tuy nhiên người ta cho rằng chính là vì video âm nhạc đầy sáng tạo (lấy bối cảnh là đường cao tốc NYC) của "Here With Me" liên tục được phát sóng trên MTV châu Âu đã tạo đà cho những thành công sau này của cô. Theo đó, bộ phim hài lãng mạn Anh, Love Actually cũng sử dụng bài hát này. Năm 1998, nhà sản xuất âm nhạc cho phim Sliding Doors có chọn bài hát "Thank You" của cô làm nhạc phim. Sau cùng, "No Angel" được phát hành lần đầu tiên vào năm 1999.
Rapper người Mỹ Eminem đã giúp cô giới thiệu album đầu tay đến thính giả, khi anh đưa một đoạn của "Thank You" vào đĩa đơn ăn khách mang tên "Stan" sau khi được Dido chấp thuận. Cô cũng xuất hiện trong vai cô bạn gái mang thai ở video ca nhạc của Stan. Ban đầu cô không muốn xuất hiện trong video, khi cảm thấy không thoải mái trong một cảnh quay, lúc cô bị trói lại và bị dính băng dính vào miệng, nhưng sau đó đã đồng ý nhận vai. Nhiều người sau đó đã tìm đến album của cô, giúp đưa nó lên các bảng xếp hạng ăn khách nhất châu Âu, album nhanh chóng đạt lên top 5 UK Albums Chart, trước khi được phát hành tái bản tại đó. "Thank You" cũng được dùng làm phần nhạc mẫu cho bài hát "Stanley Here I Am". Sau đó, bài hát có xuất hiện trong top 40 tại ỤK Singles Chart vào tháng 4 năm 2001.
No Angel trở thành album bán chạy nhất năm 2001, ở cả Anh và trên toàn thế giới, và có quay lại tại vị trí đầu bảng ở UK Albums Chart nhiều lần trong suốt năm đó. Nó đã cho ra hai đĩa đơn lọt vào top 10 UK Singles Chart là "Here with Me" và "Thank You", một đĩa đơn lọt vào top 20 là "Hunter", và đĩa đơn thứ 4 cũng là đĩa đơn cuối cùng từ album, "All You Want", cũng kịp lọt vào top 25. Album đạt chứng nhận đĩa bạch kim ở hơn 35 quốc gia khác nhau, và ước tính đã bán ra hơn 21 triệu bản trên toàn thế giới. Kiểu tóc của Dido cũng trở nên thịnh hành trong khoảng thời gian đó, và được biết đến rộng rãi với cái tên "Dido flip". Cô còn tham gia chuyến lưu diễn cháy vé cùng sự góp mặt của nghệ sĩ hip-hop Pete Miser trong vai trò DJ. No Angel đạt vị trí thứ 97 theo Bảng xếp hạng album bán chạy nhất thập kỷ của Billboard.

### 2003–2005:Life for Rentvà Live 8
Album phòng thu thứ hai của cô, Life for Rent được phát hành vào năm 2003. Với đĩa đơn mở đầu ăn khách của cô mang tên "White Flag", album này đã tiêu thụ hơn 102,000 bản chỉ trong ngày đầu tiên ở Anh, và tiếp tục lên đến con số hơn 400,000 bản trong tuần đầu tiên. Ba đĩa đơn tiếp theo, "Life for Rent", "Don't Leave Home" và "Sand in My Shoes", cũng lần lượt được trích từ album, cùng việc Dido khai màn chuyến lưu diễn vòng quanh thế giới của mình để quảng bá cho album (một tư liệu DVD được trích từ chuyến lưu diễn đã được phát hành năm 2005 với tên gọi Live at Brixton Academy).

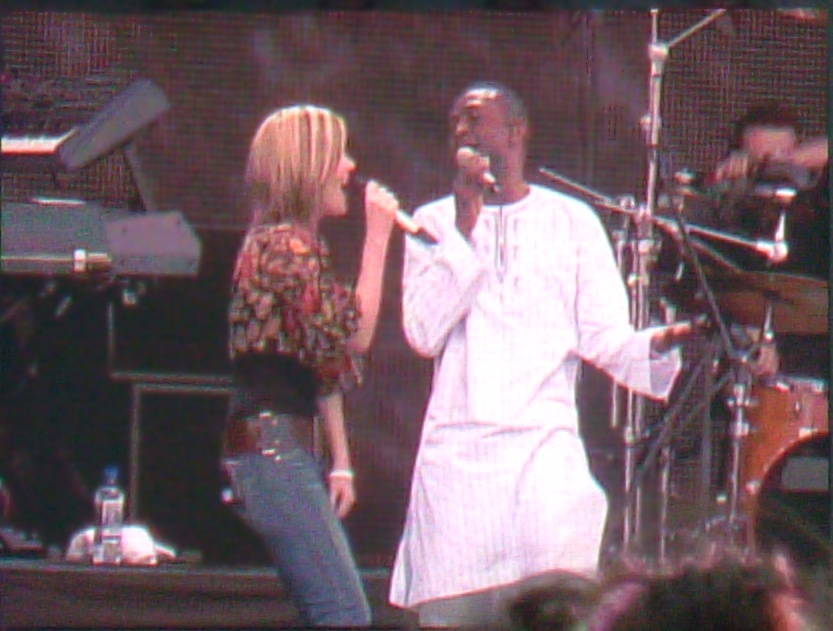
Dido trình diễn cùng Youssou N'Dour tại Hyde Park, Luân Đôn.

Theo chuyến lưu diễn cháy vé năm 2004 của cô, Dido được mời trình diễn trong ba buổi diễn cho Live 8 vào ngày 2 tháng 7 năm 2005 - tại Luân Đôn, Cornwall, trước khi bay đến Paris, trình diễn độc diễn ("White Flag") và hát chung cùng Youssou N'Dour ("Thank You" v2 "Seven Seconds").
Cũng trong năm 2005, Dido cũng tham gia phần giọng nền cho dự án âm nhạc của anh trai cô cùng ban nhạc Dusted trong album Safe from Harm. Cô có góp giọng trong các bài hát "Time Takes Time", "Hurt U" và "Winter" và đồng sáng tác ba bài hát: "Always Remember to Respect & Honour Your Mother, Part 1", "The Biggest Fool in the World" và "Winter".

### 2007–2010:Safe Trip Homevà sự gián đoạn
Dido bắt đầu tham gia thực hiện album phòng thu thứ ba của mình vào tháng 10 năm 2005 tại Los Angeles. Album có sự tham gia sản xuất của Jon Brion và chính cô. Các cộng tác viên khác trong album còn có Brian Eno, Questlove, Mick Fleetwood, Rollo Armstrong và Matt Chamberlain. Công đoạn thu âm được diễn ra tại phòng thu Abbey Road và tại phòng thu tại nhà Jon Brion tại Los Angeles. Trong suốt quá trình thực hiện album, Dido đã tham gia các lớp học về âm nhạc và Anh ngữ vào ban đêm tại trường Đại học California, Los Angeles.
Trang mạng chính thức của Dido cũng đồng thời được mở ra cùng với thời điểm ra mắt album. Ngày phát hành của album bị hoãn lại nhiều lần, cho dù không có lý do chính thức nào được đưa ra. Đĩa đơn đầu tiên từ album, "Don't Believe in Love" bị rò rỉ từ cộng đồng mạng vào ngày 5 tháng 9 năm 2008 và được ra mắt bằng bản kĩ thuật số vào ngày 27 tháng 10 năm 2008. Sau đó, cả album bị rò rỉ trên mạng vào ngày 1 tháng 11 năm 2008, tức chỉ sớm 16 ngày trước khi phát hành chính thức. Vào ngày 13 tháng 11 năm 2008, album được ra mắt dưới dạng nghe tại iLike, mà sau này đã nâng cấp thành MySpace.
Vào ngày 22 tháng 8 năm 2008, trang mạng chính thức của Dido có xác nhận album mới của cô mang tên Safe Trip Home, được dự định phát hành vào 13 tháng 11 năm 2008. Ca khúc được phát hành miễn phí từ album, "Look No Further" được ra mắt dưới dạng tải nhạc số từ trang mạng trên trong thời gian có hạn. Những ca khúc khác có trong album là: "It Comes And It Goes", "The Day Before the Day", "Never Want To Say It's Love" và "Grafton Street", ca khúc cô đồng sáng tác cùng Brian Eno. Ảnh bìa của album là tấm ảnh của phi hành gia Bruce McCandless II trong khi du hành ngoài không gian, trong nhiệm vụ của con tàu con thoi STS-41-B.
| “                                  | Tôi thu âm giọng mình cạnh cái máy hút bụi trong tủ đựng chén của nhà Jon. Chỗ đó rất nhỏ, còn không đủ chỗ cho một cây guitar: tôi cảm thấy khá nghiện khi được hát ở đó. | ” |
| — Dido, Phỏng vấn trong tạp chí Q. | |   |

Vào tháng 12 năm 2008, ca khúc "Let's Do The Things We Normally Do" của Dido gặp phải sự chỉ trích bởi Gregory Campbell khi phần lời được cho là đã tham khảo từ ca khúc "The Men Behind the Wire". Campbell có diễn tả "The Men Behind the Wire" là một bài "được viết về những người từng là sát nhân, kẻ đốt phá và khủng bố". Campbell đã nói thêm "cô ấy [Dido] nên làm rõ vị thế của mình để những người hâm mộ của cô và cả cộng đồng biết cô ấy đã dựa trên những điều từ ca khúc này". Album này của cô tuy không thể đạt được doanh thu như các sản phẩm trước, nhưng lại mang về cho cô một đề cử cho giải Grammy trong hạng mục "Album xây dựng xuất sắc nhất, không thuộc cổ điển". Vào tháng 10 năm 2010, cựu phi hành gia NASA, Bruce McCandless II đâm đơn kiện Dido vì sử dụng hình ảnh ông đang du hành vũ trụ năm 1984 cho bìa album Safe Trip Home khi chưa được uỷ quyền. Vụ kiện - bao gồm cả tên của Sony Corp.'s Sony Music Entertainment và Getty Images Inc như là những bị cáo - không có bất cứ vi phạm nào về bản quyền mà chỉ vi phạm ở phạm vi cá nhân.

### 2011–nay:If I Rise,Girl Who Got AwayvàGreatest Hits
Dido có hé lộ về việc sáng tác nhiều bài hát mới tại phòng thu âm, nhấn mạnh vào dự án cho album phòng thu thứ 4 sắp tới của cô sau khi album Safe Trip Home được phát hành không lâu. Vào tháng 7 năm 2009, Dido khẳng định album mới của mình sẽ có nhiều giai điệu điện tử, nhằm khiến album này có hướng đi hoàn toàn khác so với những sản phẩm âm nhạc trước.
Vào tháng 9 năm 2010, Dido cho ra mắt đĩa đơn "Everything to Lose" dưới dạng tải về kĩ thuật số, mà trước đó đã xuất hiện trong phần nhạc phim của Sex and the City 2. Vào tháng 1 năm 2011, Dido tiếp tục cho ra một bài hát khác mang tên "If I Rise", hợp tác cùng nhà sản xuất A.R. Rahman mà tiếp đó, một video ca nhạc đã được phát hành.
Dido thông báo qua trang web chính thức của cô rằng quá trình thu âm album mới của cô đã diễn ra tại Luân Đôn và California, và một vài bài hát mới đã được thu âm tại chính phòng khách sạn của cô, với một chiếc đàn điện tử và một chiếc mic-rô. Cô cũng mô tả album của mình là một sản phẩm "ngông cuồng đầy niềm vui với giai điệu điện tử". Trong buổi phỏng vấn cùng Daily Mail, cô cũng tiết lộ album mới sẽ có sự hợp tác sản xuất của Rollo Armstrong, Sister Bliss, Lester Mendez, A. R. Rahman, Rick Nowels, Greg Kurstin, Brian Eno, Jeff Bhasker, và album đang trong quá trình hoàn thành. Vào ngày 2 tháng 11 năm 2012, Dido có đăng một tấm ảnh lên trang Twitter chính thức của cô, thông báo album mới của mình đã hoàn thành. Không lâu sau đó, cô tiếp tục hé lộ về việc góp giọng của cặp đôi Rizzle Kicks trong một ca khúc mới nằm trong album sắp tới, mà sau đó đã tiết lộ rằng họ đã thu bài hát đó 2 năm trước, không lâu sau khi họ phát hành đĩa đơn đầu tay, "Down with the Trumpets", khi họ đã loại ca khúc ra khỏi danh sách ca khúc chính thức cuối cùng của album.
Dido đã thông báo tựa đề chính thức Girl Who Got Away của album vào ngày 8 tháng 11 năm 2012, sau khi tiết lộ cái tên này được đặt theo tên một ca khúc trong album. Trong cùng ngày hôm đó, trang mạng chính thức của Dido cũng cho biết vài chi tiết về album mới này. Hãng đĩa của Dido, Sony Music Entertainment cho phát hành album vào ngày 4 tháng 3 năm 2013 tại châu Âu và ngày 26 tháng 3 năm 2013 tại Bắc Mỹ. "No Freedom" được chọn làm đĩa đơn đầu của album vào ngày 18 tháng 1 năm 2013.

## Những công việc khác
Trong lúc đang hoạt động với vai trò đơn ca, Dido cũng tham gia đồng sáng tác và góp giọng nền cho một vài bản cùng với Faithless, có bao gồm "One Step Too Far" - ca khúc được phát hành dưới dạng đĩa đơn phiên bản có hạn tại Anh, nơi mà nó đã đạt tới vị trí thứ 6 - và "No Roots", ca khúc có tựa đề trùng với album thứ tư của Faithless. Rollo, anh trai của Dido cũng đồng sáng tác và đồng sản xuất cho rất nhiều bài hát mà Dido sử dụng trong quá trình hoạt động nghệ thuật của mình, bao gồm nhiều tác phẩm trong các album No Angel, Life for Rent và Safe Trip Home.
Cô còn tham gia góp giọng nền cho từng album trong từng album của Faithless, từ album năm 1996 Reverence đến The Dance năm 2010. Dido đã làm việc với anh trai của cô trong CD đi kèm với quyển sách dành cho thiếu nhi mà anh viết cùng Jason White, Safe from Harm. Cô cũng đồng sáng tác trong bài hát ăn khách đạt vị trí đầu bảng trên toàn thế giới của Britney Spears - "I'm Not a Girl, Not Yet a Woman", cũng là ca khúc nhạc phim trong bộ phim đầu tiên mà Spears tham gia diễn vai chính.
Năm 2006, cô tái bản lại ca khúc "Christmas Day", cho dù nó không thể leo lên bảng xếp hạng tại Anh. Nó từng xuất hiện trong EP năm 2001 của cô mang tên "All You Want" (một bài hát trích trong album No Angel).
Dido cũng tham gia góp giọng nền cho nhiều bài hát bởi nhiều nghệ sĩ khác nhau, bao gồm "Feels Like Fire" cho album năm 2002 của Carlos Santana, Shaman, và bản song ca cùng Rufus Wainwright mang tên "I Eat Dinner (When the Hunger's Gone)" cho bộ phim Bridget Jones: The Edge of Reason. Một đoạn nhạc mẫu của ca khúc "Do You Have a Little Time" của cô cũng được dùng trong bài "Don't You Trust Me?" của Tupac, trong album "Loyal to the Game", được sản xuất hoàn toàn bởi Eminem năm 2004.
Annie Lennox đã cùng Dido và 22 nghệ sĩ nữ khác nâng cao tính nhận thức về vấn đề truyền nhiễm HIV từ mẹ sang con đến những đứa trẻ chưa ra đời tại châu Phi. Đĩa đơn "Sing" đã được phát hành trong Ngày AIDS thế giới (1 tháng 12 năm 2007), cùng sự xuất hiện của Annie Lennox tại đêm diễn Nelson Mandela 46664 ở Nam Phi.
Năm 2010, bài hát "Everything to Lose" được xuất hiện trong bộ phim Sex and the City 2. Ca khúc được chắp bút bởi Dido tại quê nhà, nơi cô thu âm album thứ tư của mình.
Cũng trong năm 2010, Dido xuất hiện trong phần nhạc phim 127 Hours, một bộ phim ly kì do đạo diễn Danny Boyle thực hiện. Bài hát bao gồm phần trộn lẫn giữa guitar điện và dàn nhạc cùng với sóng âm thanh. Tác giả A.R. Rahman và Dido đã cùng nhau thu âm ca khúc mang tên "If I Rise" có xuất hiện trong đoạn cao trào của phim. Ca khúc được đề cử cho giải Satellite Award, Houston Film Critics Society Awards, Las Vegas Film Critics Society Award và Giải Oscar. Nó đã thắng giải Broadcast Film Critics Association Award cho Bài hát trong phim xuất sắc nhất. Một video ca nhạc cho ca khúc có sự xuất hiện của Dido và A. R. Rahman đã được phát hành vào ngày 17 tháng 2.

## Đời tư
Sau khi phát hành No Angel năm 1999, Dido chính thức chia tay với hôn phu là luật sư giải trí Bob Page, sau mối quan hệ kéo dài 7 năm. Hiện cô đã kết hôn cùng Rohan Gavin và có một đứa con trai, tên là Stanley, sinh vào tháng 7 năm 2011.

## Giải thưởng và đề cử
| \| Năm \| Giải thưởng \| Hạng mục \| Nội dung đề cử \| Kết quả \| \| ---- \| ---------------------------------------------- \| ----------------------------------------------------------------------- \| -------------- \| --------- \| \| 2001 \| MTV Video Music Awards \| Video xuất sắc nhất của nữ ca sĩ \| "Thank You" \| Đề cử \| \| 2001 \| MTV Video Music Awards \| Video của năm \| "Stan" \| Đề cử \| \| 2001 \| MTV Video Music Awards \| Video nhạc Rap xuất sắc Nhất \| "Stan" \| Đề cử \| \| 2001 \| MTV Video Music Awards \| Video xuất sắc nhất của nam ca sĩ \| "Stan" \| Đề cử \| \| 2001 \| MTV Video Music Awards \| Đạo diễn xuất sắc nhất \| "Stan" \| Đề cử \| \| 2001 \| MTV Video Music Awards \| Chỉ đạo nghệ thuật xuất sắc nhất \| "Stan" \| Đề cử \| \| 2001 \| MTV Europe Music Awards \| Nghệ sĩ mới xuất sắc nhất \| \| Đoạt giải \| \| 2001 \| MTV Europe Music Awards \| Nghệ sĩ nữ xuất sắc nhất \| \| Đề cử \| \| 2001 \| MTV Europe Music Awards \| Album xuất sắc nhất \| No Angel \| Đề cử \| \| 2001 \| MTV Europe Music Awards \| Ca khúc xuất sắc nhất \| "Stan" \| Đề cử \| \| 2001 \| BRIT Awards \| Nữ nghệ sĩ Anh Quốc xuất sắc nhất \| \| Đề cử \| \| 2001 \| Blockbuster Entertainment Awards \| Nghệ sĩ nữ mới được yêu thích nhất \| \| Đề cử \| \| 2001 \| IFPI Hong Kong Top Sales Music Awards \| Album quốc tế lọt vào top 10 bán chạy nhất \| No Angel \| Đoạt giải \| \| 2002 \| ASCAP Pop Music Awards \| Bài hát của Năm \| "Thank You" \| Đoạt giải \| \| 2002 \| NRJ Awards \| Nghệ sĩ mới xuất sắc nhất \| \| Đoạt giải \| \| 2002 \| NRJ Awards \| Album xuất sắc nhất \| No Angel \| Đoạt giải \| \| 2002 \| BRIT Awards \| Nữ nghệ sĩ Anh Quốc xuất sắc nhất \| \| Đoạt giải \| \| 2002 \| BRIT Awards \| Album Anh Quốc xuất sắc nhất \| No Angel \| Đoạt giải \| \| 2002 \| BRIT Awards \| Video Anh Quốc xuất sắc nhất \| "Thank You" \| Đề cử \| \| 2002 \| World Music Awards \| Nghệ sĩ Anh Quốc có album bán chạy nhất thế giới \| \| Đoạt giải \| \| 2002 \| World Music Awards \| Nữ nghệ sĩ có album bán chạy nhất thế giới \| \| Đoạt giải \| \| 2002 \| World Music Awards \| Nữ nghệ sĩ dòng nhạc Adult Contemporary có album bán chạy nhất thế giới \| \| Đoạt giải \| \| 2002 \| Meteor Ireland Music Awards \| Nghệ sĩ quốc tế xuất sắc nhất \| \| Đề cử \| \| 2003 \| World Music Awards \| Nữ nghệ sĩ Anh Quốc nhạc Pop/Rock xuất sắc nhất \| \| Đề cử \| \| 2003 \| IFPI Hong Kong Top Sales Music Awards \| Album quốc tế lọt vào top 10 bán chạy nhất \| Life for Rent \| Đoạt giải \| \| 2004 \| Ivor Novello Awards \| Ca khúc quốc tế ăn khách của năm \| "White Flag" \| Đoạt giải \| \| 2004 \| Ivor Novello Awards \| Bài hát có lời và giai điệu hay nhất \| "White Flag" \| Đề cử \| \| 2004 \| Giải Grammy \| Trình diễn giọng pop nữ xuất sắc nhất \| "White Flag" \| Đề cử \| \| 2004 \| MTV Europe Music Awards \| Album xuất sắc nhất \| Life for Rent \| Đề cử \| \| 2004 \| BRIT Awards \| Nữ nghệ sĩ Anh Quốc xuất sắc nhất \| \| Đoạt giải \| \| 2004 \| BRIT Awards \| Đĩa đơn Anh Quốc xuất sắc nhất \| "White Flag" \| Đoạt giải \| \| 2004 \| BRIT Awards \| Album Anh Quốc xuất sắc nhất \| Life for Rent \| Đề cử \| \| 2004 \| NRJ Awards \| Nghệ sĩ quốc tế xuất sắc nhất \| \| Đoạt giải \| \| 2004 \| NRJ Awards \| Album xuất sắc nhất \| Life for Rent \| Đoạt giải \| \| 2004 \| World Music Awards \| Nghệ sĩ Anh Quốc bán chạy nhất \| \| Đoạt giải \| \| 2005 \| International Dance Music Awards \| Nghệ sĩ Dance Anh Quốc bán chạy nhất \| \| Đề cử \| \| 2005 \| The Groovevolt Music and Fashion Awards \| Nữ nghệ sĩ có album bán chạy nhất \| Life for Rent \| Đề cử \| \| 2007 \| ASCAP Awards UK Award \| ASCAP \| \| Đoạt giải \| \| 2010 \| ASCAP Awards UK Award \| Nhạc sĩ của Năm \| \| Đoạt giải \| \| 2010 \| Giải Grammy \| Album không thuộc cổ điển có hướng đi xuất sắc nhất \| Safe Trip Home \| Đề cử \| \| 2010 \| Brit Awards 2010 \| Album trong 30 năm của giải BRITs \| No Angel \| Đề cử \| \| 2010 \| Broadcast Film Critics Association Awards 2010 \| Ca khúc trong phim hay nhất \| "If I Rise" \| Đoạt giải \| \| 2010 \| Houston Film Critics Society Awards 2010 \| Ca khúc trong phim hay nhất \| "If I Rise" \| Đề cử \| \| 2010 \| Las Vegas Film Critics Society Awards 2010 \| Ca khúc trong phim hay nhất \| "If I Rise" \| Đề cử \| \| 2010 \| Satellite Awards 2010 \| Ca khúc trong phim hay nhất \| "If I Rise" \| Đề cử \| \| 2010 \| Giải Oscar 2010 \| Ca khúc trong phim hay nhất \| "If I Rise" \| Đề cử \| \| 2010 \| Denver Film Critics Society Award 2010 \| Ca khúc trong phim hay nhất \| "If I Rise" \| Đoạt giải \| |                                                |                                                                         |                |           |
| Năm | Giải thưởng                                    | Hạng mục                                                                | Nội dung đề cử | Kết quả   |
| 2001 | MTV Video Music Awards                         | Video xuất sắc nhất của nữ ca sĩ                                        | "Thank You"    | Đề cử     |
| 2001 | MTV Video Music Awards                         | Video của năm                                                           | "Stan"         | Đề cử     |
| 2001 | MTV Video Music Awards                         | Video nhạc Rap xuất sắc Nhất                                            | "Stan"         | Đề cử     |
| 2001 | MTV Video Music Awards                         | Video xuất sắc nhất của nam ca sĩ                                       | "Stan"         | Đề cử     |
| 2001 | MTV Video Music Awards                         | Đạo diễn xuất sắc nhất                                                  | "Stan"         | Đề cử     |
| 2001 | MTV Video Music Awards                         | Chỉ đạo nghệ thuật xuất sắc nhất                                        | "Stan"         | Đề cử     |
| 2001 | MTV Europe Music Awards                        | Nghệ sĩ mới xuất sắc nhất                                               |                | Đoạt giải |
| 2001 | MTV Europe Music Awards                        | Nghệ sĩ nữ xuất sắc nhất                                                |                | Đề cử     |
| 2001 | MTV Europe Music Awards                        | Album xuất sắc nhất                                                     | No Angel       | Đề cử     |
| 2001 | MTV Europe Music Awards                        | Ca khúc xuất sắc nhất                                                   | "Stan"         | Đề cử     |
| 2001 | BRIT Awards                                    | Nữ nghệ sĩ Anh Quốc xuất sắc nhất                                       |                | Đề cử     |
| 2001 | Blockbuster Entertainment Awards               | Nghệ sĩ nữ mới được yêu thích nhất                                      |                | Đề cử     |
| 2001 | IFPI Hong Kong Top Sales Music Awards          | Album quốc tế lọt vào top 10 bán chạy nhất                              | No Angel       | Đoạt giải |
| 2002 | ASCAP Pop Music Awards                         | Bài hát của Năm                                                         | "Thank You"    | Đoạt giải |
| 2002 | NRJ Awards                                     | Nghệ sĩ mới xuất sắc nhất                                               |                | Đoạt giải |
| 2002 | NRJ Awards                                     | Album xuất sắc nhất                                                     | No Angel       | Đoạt giải |
| 2002 | BRIT Awards                                    | Nữ nghệ sĩ Anh Quốc xuất sắc nhất                                       |                | Đoạt giải |
| 2002 | BRIT Awards                                    | Album Anh Quốc xuất sắc nhất                                            | No Angel       | Đoạt giải |
| 2002 | BRIT Awards                                    | Video Anh Quốc xuất sắc nhất                                            | "Thank You"    | Đề cử     |
| 2002 | World Music Awards                             | Nghệ sĩ Anh Quốc có album bán chạy nhất thế giới                        |                | Đoạt giải |
| 2002 | World Music Awards                             | Nữ nghệ sĩ có album bán chạy nhất thế giới                              |                | Đoạt giải |
| 2002 | World Music Awards                             | Nữ nghệ sĩ dòng nhạc Adult Contemporary có album bán chạy nhất thế giới |                | Đoạt giải |
| 2002 | Meteor Ireland Music Awards                    | Nghệ sĩ quốc tế xuất sắc nhất                                           |                | Đề cử     |
| 2003 | World Music Awards                             | Nữ nghệ sĩ Anh Quốc nhạc Pop/Rock xuất sắc nhất                         |                | Đề cử     |
| 2003 | IFPI Hong Kong Top Sales Music Awards          | Album quốc tế lọt vào top 10 bán chạy nhất                              | Life for Rent  | Đoạt giải |
| 2004 | Ivor Novello Awards                            | Ca khúc quốc tế ăn khách của năm                                        | "White Flag"   | Đoạt giải |
| 2004 | Ivor Novello Awards                            | Bài hát có lời và giai điệu hay nhất                                    | "White Flag"   | Đề cử     |
| 2004 | Giải Grammy                                    | Trình diễn giọng pop nữ xuất sắc nhất                                   | "White Flag"   | Đề cử     |
| 2004 | MTV Europe Music Awards                        | Album xuất sắc nhất                                                     | Life for Rent  | Đề cử     |
| 2004 | BRIT Awards                                    | Nữ nghệ sĩ Anh Quốc xuất sắc nhất                                       |                | Đoạt giải |
| 2004 | BRIT Awards                                    | Đĩa đơn Anh Quốc xuất sắc nhất                                          | "White Flag"   | Đoạt giải |
| 2004 | BRIT Awards                                    | Album Anh Quốc xuất sắc nhất                                            | Life for Rent  | Đề cử     |
| 2004 | NRJ Awards                                     | Nghệ sĩ quốc tế xuất sắc nhất                                           |                | Đoạt giải |
| 2004 | NRJ Awards                                     | Album xuất sắc nhất                                                     | Life for Rent  | Đoạt giải |
| 2004 | World Music Awards                             | Nghệ sĩ Anh Quốc bán chạy nhất                                          |                | Đoạt giải |
| 2005 | International Dance Music Awards               | Nghệ sĩ Dance Anh Quốc bán chạy nhất                                    |                | Đề cử     |
| 2005 | The Groovevolt Music and Fashion Awards        | Nữ nghệ sĩ có album bán chạy nhất                                       | Life for Rent  | Đề cử     |
| 2007 | ASCAP Awards UK Award                          | ASCAP                                                                   |                | Đoạt giải |
| 2010 | ASCAP Awards UK Award                          | Nhạc sĩ của Năm                                                         |                | Đoạt giải |
| 2010 | Giải Grammy                                    | Album không thuộc cổ điển có hướng đi xuất sắc nhất                     | Safe Trip Home | Đề cử     |
| 2010 | Brit Awards 2010                               | Album trong 30 năm của giải BRITs                                       | No Angel       | Đề cử     |
| 2010 | Broadcast Film Critics Association Awards 2010 | Ca khúc trong phim hay nhất                                             | "If I Rise"    | Đoạt giải |
| 2010 | Houston Film Critics Society Awards 2010       | Ca khúc trong phim hay nhất                                             | "If I Rise"    | Đề cử     |
| 2010 | Las Vegas Film Critics Society Awards 2010     | Ca khúc trong phim hay nhất                                             | "If I Rise"    | Đề cử     |
| 2010 | Satellite Awards 2010                          | Ca khúc trong phim hay nhất                                             | "If I Rise"    | Đề cử     |
| 2010 | Giải Oscar 2010                                | Ca khúc trong phim hay nhất                                             | "If I Rise"    | Đề cử     |
| 2010 | Denver Film Critics Society Award 2010         | Ca khúc trong phim hay nhất                                             | "If I Rise"    | Đoạt giải |

## Danh sách đĩa nhạc
- No Angel (1999)
- Life for Rent (2003)
- Safe Trip Home (2008)
- Girl Who Got Away (2013)